# Chiesa di Santa Maria Assunta (Genova, Molassana)
La chiesa di Santa Maria Assunta è la parrocchiale di Molassana, quartiere di Genova, in città metropolitana e arcidiocesi di Genova; fa parte del vicariato del Medio - Alto Bisagno.

## Storia
La prima citazione dell'originaria cappella, fondata probabilmente entro l'XI secolo, è contenuta nel registro arcivescovile del 1143, in cui si legge che essa era filiale della pieve di San Siro di Struppa.
Nel 1311 presso questa chiesetta non risultava esserci alcuna cura d'anime, mentre nel 1535 in un atto di monsignor Agostino Giustiniani il luogo di culto è menzionato come rettoria; i registri parrocchiali più antichi risalgono invece al 1602.
L'edificio venne restaurato e rimaneggiato nel Seicento; depredato e danneggiato nel 1746 da militari tedeschi nel corso della rivolta di Genova, fu nuovamente ristrutturato e, con l'occasione, nel 1747 il campanile venne ammodernato.
Nel 1822 il numero delle campane fu portato a tre e queste vennero poi restaurate a più riprese nel 1850, nel 1853 e nel 1881; nel frattempo, nel 1850 si era provveduto a rifare il pavimento e a dotare la chiesa dell'organo, mentre nel 1861 era stato installato un orologio.
Tra il 2006 e il 2010 la parrocchiale venne interessata da un restauro suddiviso in due fasi, che portò alla risistemazione dei prospetti esterni e della torre campanaria.

## Descrizione

### Esterno
La facciata della chiesa si compone di tre parti: la centrale, più larga, presenta il portale d'ingresso, affiancato da due semicolonne in aggetto sorreggenti la trabeazione sormontata da pinnacoletti e da una nicchia, e una finestra a lunetta inscritta in un grande arco a tutto sesto, tangente la cornice inferiore del timpano semicircolare di coronamento del prospetto; le due ali laterali, scandite da lesene angolari terminanti con dei pinnacoli, sono suddivise in due registri e raccordate alla sezione centrale tramite delle volute.
Annesso alla parrocchiale è il campanile a base quadrata, suddiviso in più ordini da cornici marcapiano e abbellito da lesene angolari; la cella presenta una monofora a tutto sesto per lato ed è coronata dalla copertura a cupola sorretta dal tamburo ottagonale.

### Interno
L'interno dell'edificio consta di un'unica navata, sulla quale si aprono le cappelle laterali e le cui pareti sono scandite da lesene sorreggenti la cornice, sopra cui l'imposta la volte a botte; al termine dell'aula, il cui pavimento si compone di lastre marmoree bianche e grigie alternate a scacchiera, si sviluppa il presbiterio, anch'esso voltato a botte, rialzato di tre gradini e chiuso dalla parete a fondo piatto.